# Mbalax

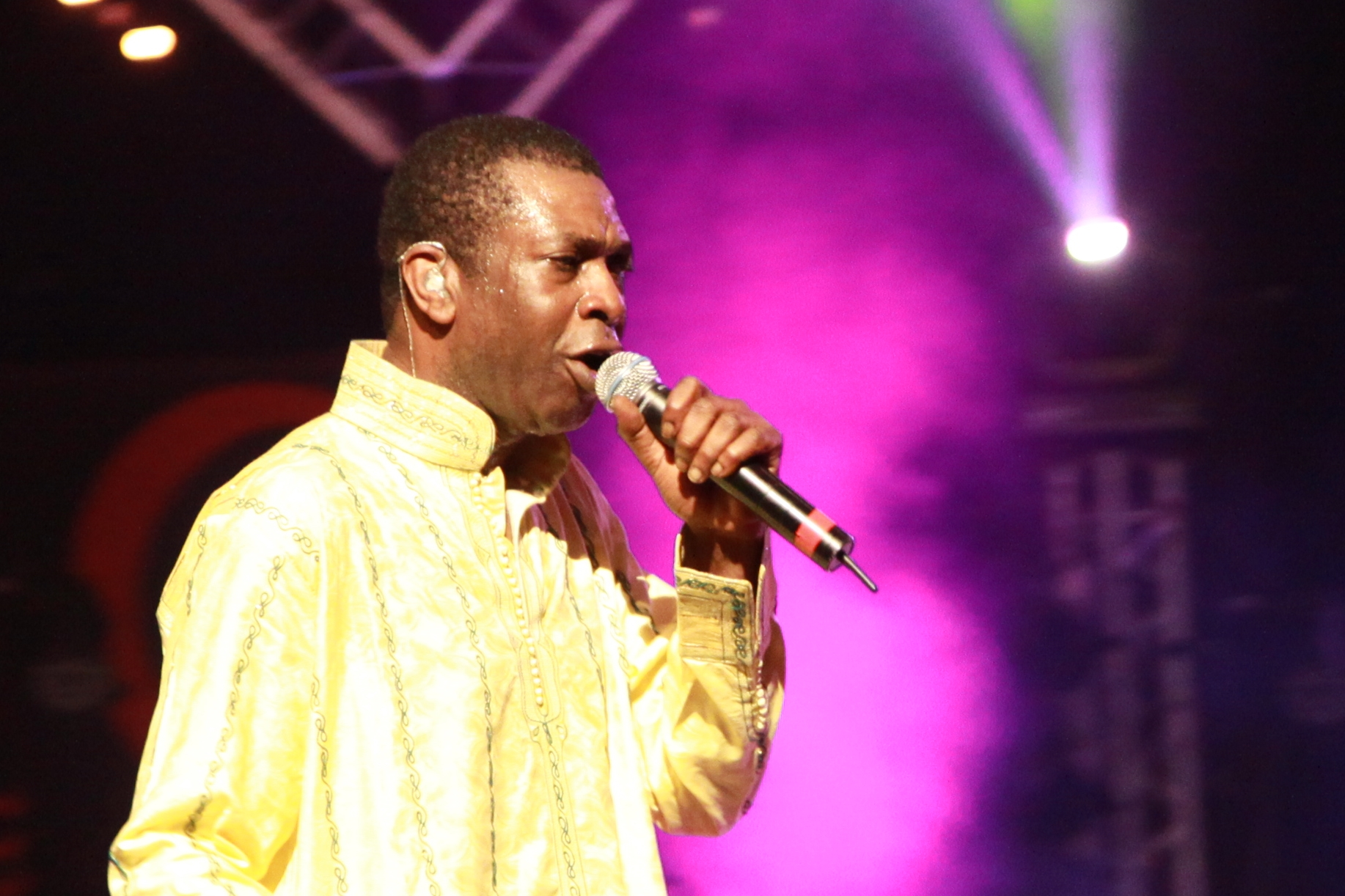
Youssou N'Dour är den främste företrädaren för Mbalax

Mbalax är senegalesiska och betecknar den populärmusik som är dominerande i Senegal sedan 1950-talet. Den är en blandning av traditionell/religiös afrikansk musik och afrokubanska rytmer som återvände till Afrika i och med den kubanska musikens spridning över hela världen på 1950-talet och 1960-talet.  Musiken är medryckande och ”utmanande”, men texterna handlar ofta om kärlek, fred och ett bättre samhälle.  

Den största senegalesiska musikern de senaste 20 åren heter Youssou N'Dour. Andra manliga företrädare för Mbalax är Ismaël Lô (”Senegals Bob Dylan”) och Baaba Maal, kvinnliga artister är bland andra Coumba Gawlo, Vivianne N’Dour och Fatou Guewel. 